# (2554) Skiff
Pour les articles homonymes, voir Skiff (homonymie).
(2554) Skiff est un astéroïde de la ceinture principale.

## Description
(2554) Skiff est un astéroïde de la ceinture principale. Il fut découvert le 17 juillet 1980 à la station Anderson Mesa par Edward L. G. Bowell. Il présente une orbite caractérisée par un demi-grand axe de 2,26 UA, une excentricité de 0,15 et une inclinaison de 4,9° par rapport à l'écliptique.

## Compléments